# Cazzano di Tramigna
Cazzano di Tramigna – miejscowość i gmina we Włoszech, w regionie Wenecja Euganejska, w prowincji Werona.
Według danych na rok 2004 gminę zamieszkiwało 1301 osób, 108,4 os./km².